# (132820) Miskotte
(132820) Miskotte est un astéroïde de la ceinture principale.

## Description
(132820) Miskotte est un astéroïde de la ceinture principale. Il fut découvert le 17 août 2002 à l'observatoire Palomar par le programme NEAT. Il présente une orbite caractérisée par un demi-grand axe de 3,01 UA, une excentricité de 0,10 et une inclinaison de 5,5° par rapport à l'écliptique.

## Compléments